# 动画物理学

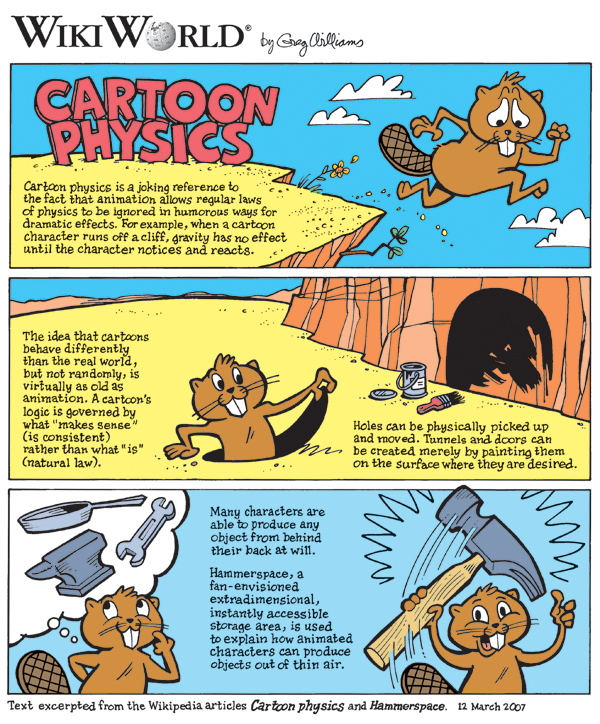
WikiWorld有关卡通物理学的漫画。

动画物理学 （英語：Cartoon Physics），或称卡通物理學，是對卡通中以破壞或忽視物理定律以產生詼諧效果的手法的一種戲稱。例如當某個卡通角色走過了懸崖盡頭，重力在該角色意識到有危險之前不起作用。
卡通物理學亦指由一些美國的卡通製作公司，特別是華納兄弟和美高梅所拍攝的卡通中，無意地發展出的一套相對固定的物理“定律”。此種“定律”在現今的卡通當中已經變得普遍適用。
進化心理學的支持者認為卡通物理學之所以可以產生幽默效果，是因為大腦對物理學和對心理學的直覺的相互影響所引起。大腦處理物理學的部分預測該卡通角色會即時掉下懸崖，但同時處理心理學的部分期望著重力的人格化，並因此認為該卡通角色可以自欺欺人地避免掉下懸崖。
卡通角色羅傑兔有著一個不同的，更簡單的理論：一個卡通角色可以打破任何物理定律，“只要有趣就行。”

## 歷史
卡通世界有别于真实世界，这一想法是卡通与生俱来的。例如華特·迪士尼在談到plausible impossible（貌似真實的不真實）時，就故意地誤讀第二個詞語使得它與第一個詞語押韻。
對卡通物理學一詞的引用可以追溯到1980年6月，《君子雜誌》裏登載的O'Donnell's Laws of Cartoon Motion一文。該文在1994年在IEEE的一本工程師期刊中登載的一個版本使得這個名詞在技術人員之間廣泛傳播，並協助擴展和精確化這些定律。很多網站登載了這些定律的概要。

## 一些例子
其他普遍被引用的卡通物理“定律”包括：

### 抽象的人物造型
- 身體形狀簡化，像瘦子成棍狀、胖子呈現圓形等等
- 身體某些部位顯得特別大或特別小，可以是眼睛、頭、鼻子、耳朵或四肢等等
- 動物、植物、無機物和自然現象，會呈現擬人化

### 情緒表現
- 頭部會出現明顯的驚嘆號、問號或是燈泡
- 生悶氣或不滿時，頭部會開始「七竅生煙」
- 發飆或激昂時，身體會著火
- 哭泣或流汗時，就會「積水成災」
- 憤怒、興奮或發燒時，臉變成紅色
- 感到暈眩或噁心時，臉變成綠色
- 感到暈眩或昏迷時，眼睛變成螺旋或X狀
- 睡覺或暈眩時，會分別從鼻子或臉周圍出現肥皂泡（前者是鼻涕）
- 昏迷時，會有幾個東西（通常是鳥）圍繞在頭上

### 不死之身
- 遭到物體（通常是牆壁、鋼琴或保險箱等重物）撞擊或擠壓時，身體會像玻璃般碎裂、被壓扁，或變成手風琴的形狀
- 被投擲炸藥時，並不會死亡或皮開肉綻，頂多是身體烤焦或燒成灰燼（不代表死亡）
- 從高處摔下來，只是身體會受傷，並不會死亡
- 被刀、剑、斧等劈成两半甚至被切成几段，不但不会死亡，还能迅速复原

### 具彈性的身體
- 身體可以被塞進非常狹窄的空間裡
- 可從口鼻部裡塞任何大小的東西
- 感到羞恥時，身體會縮小
- 被嚇壞時，身體整個四分五裂
- 驚訝時，下巴脫臼

### 空間表現
- 發生暴力衝突的時候，會變成一團霧
- 在水和天上要過一段時間才會掉下來
- 將某人或某物體打飛至好幾百公里
- 從螢幕或漫畫中跑出來

### 具象化的背景
- 火燄：代表憤怒、狂妄或稱心如意
- 花、愛心或彩虹：代表快樂、愛慕、美麗或可愛
- 閃電：代表驚嚇、振奮、威脅或製造恐慌
- 風或燈光：代表事情過的不如意
- 煙霧：代表倒楣、悲傷、恐懼、猜疑或耍心機
- 跌落谷底：代表遇到了不如意的事

### 特殊的情節
- 卡通人物可以和真人或觀眾交談
- 隨著劇情的發展，畫風也跟著改變，像是默片、塗鴉或3D等等
- 大多數的卡通人物會申明自己不是真人

## 日系動畫物理學
日本動畫和日本漫畫亦發展出了一套原創定律，以用符號、背景或身體變形，來體現人物的心理或情緒。通常是用在喜劇情結中。

### 漫符
- 汗：出現在額頭或後腦邊，表示無言
- 血管：出現在額頭或拳頭，代表憤怒
- 幾條直線：出現在臉頰或眼睛下方，代表尷尬或無言
- 怨氣：出現在身體周圍，代表心裡的種種不滿
- 尖銳強光：出現在身體周圍，代表憤怒或激動或聖光

### 臉部表情
- 流鼻血：代表性興奮
- ‧型眼：代表尷尬、擔憂或驚訝
- O型眼/咀：代表尷尬、憤怒或驚訝
- 閃光眼：代表猜疑、憤怒或耍心機
- 一型眼：代表無聊、舒適或疲倦
- 眼睛或瞳孔消失：代表尷尬、驚嚇或不舒服
- 擬真臉孔：代表驚嚇、憤怒或耍心機，通常是用在黑色幽默中

### 身體變形
- 彎曲：代表驚嚇、無聊或挑釁
- 白色：由於受到驚嚇或倒楣運，身體整個變成蒼白色
- 跌倒：代表冤大頭、荒謬或出乎意料
- 石化：代表尷尬或驚嚇
- SD：Super Deformed的縮寫，身體變成五短身材，通常是用在喜劇成分的短篇故事中

## 外部連結
- （英文） Cartoon Laws of Physics
- （英文） 100 Laws of Anime Physics
- （英文） Animeinfo.org: Anime Physics